# Maiorem hac dilectionem
Maiorem hac dilectionem (česky Větší láska než tato) je apoštolský list vydaný formou motu proprio papeže Františka z 11. července 2017. Dokument vytváří novou cestu ke svatořečení v rámci kanonizačních procedur římskokatolické církve, a to cestou oblatio vitae. To znamená obětovat svůj život a předčasně zemřít za jiného člověka; jde o to dát svůj život jako oběť za druhého.

## Obsah
František nejprve uvádí, že není větší lásky, než když člověk obětuje vlastní život za své přátele a bližní, a přitom vychází z konkrétního úryvku z Janova evangelia – J 15, 13 (Kral, ČEP). Zmiňuje, že takový čin si zasluhuje, aby se o něm uvažovalo v souvislosti se svatostí, protože dotyčný je považován za člověka, který v přiměřené míře osvědčil křesťanské ctnosti, ale nezapadá do zavedených kategorií praxe křesťanských ctností v heroické míře a vědomého prolití krve pro Ježíše Krista.
Papež proto stanovuje pět zásad, které je třeba stanovit pro „oblatio vitae“ (oběť života) na cestě k blahořečení. Kritéria jsou následující:
- svobodná a dobrovolná oběť života a hrdinské přijetí (proper caritatem) jisté a předčasné smrti;
- souvislost mezi nabídkou života a předčasnou smrtí;
- uplatňování křesťanských ctností, alespoň pokud je to běžně možné, před nabídkou života a poté až do smrti;
- existenci pověsti svatosti a znamení alespoň po smrti;
- nutnost zázraku pro blahořečení, k němuž došlo po smrti Božího služebníka a na jeho přímluvu.[2]

Kritéria se stále řídí apoštolskou konstitucí Divinus perfectionis Magister, kterou vydal papež Jan Pavel II. v roce 1983, a dalším dokumentem vydaným v téže době.

## Původ
Otázka, zda by bylo možné zavést čtvrtou cestu ke svatosti, vyvstala v diskusi mezi členy Kongregace pro svatořečení na jejich řádném kongresu, který se konal 24. ledna 2014. Prefekt kongregace kardinál Angelo Amato tuto záležitost zpochybnil u papeže během jejich setkání 7. února následujícího roku. Podle Marcella Bartolucciho papež „schválil a podpořil“ studie o této čtvrté cestě, v rámci kterých byla sestavena dokumentace pro další výzkum.
Kongregace uspořádala 2. června 2016 zvláštní kongres, na němž se k dalším diskusím dostavilo několik odborníků včetně deseti konzultorů a pěti postulátorů včetně předsedy setkání biskupa Enrica dal Covola, který byl zároveň postulátorem. Bylo předloženo pět otázek, jak by kongregace mohla zavést novou cestu blahořečení a jaká kritéria by bylo třeba zavést, aby se prosadila. Na plenárním zasedání 27. září členové kongregace z řad kardinálů a biskupů diskutovali o různých rozměrech celé problematiky a pro tuto novou cestu ke svatořečení bylo odhlasováno kladné stanovisko, i když jako podstatný rys byla zdůrazněna nutnost schváleného zázraku. Závěry tohoto zasedání byly zaslány papeži v dopise z 28. listopadu 2016.
Státní sekretář kardinál Pietro Parolin 17. ledna informoval kardinála Amata, že papež 10. ledna schválil návrhy na novou cestu blahořečení a zároveň požádal kongregaci o vypracování textu dokumentu, který by toto schválení učinil formálním.

## Zveřejnění
Marcello Bartolucci napsal po zveřejnění dokumentu článek pro L'Osservatore Romano, v němž zdůraznil, že papež:
„... otevřel cestu k blahořečení těm věřícím, kteří inspirováni láskou hrdinně obětovali svůj život za bližního, svobodně a dobrovolně přijali jistou a předčasnou smrt v odhodlání následovat Ježíše...“
Bartolucci dále rozvedl kritéria a řekl, že ostatní tři cesty ke svatosti (mučednictví a hrdinské ctnosti, stejně jako ekvivalentní blahořečení) nestačí k tomu, aby bylo možné interpretovat všechny potenciální příčiny svatosti u jednotlivců, a zároveň připomněl, že Kongregace pro kauzy svatých diskutovala o tom, zda by nová cesta byla životaschopná.